# 石巻市立青葉中学校
石巻市立青葉中学校（いしのまきしりつ あおばちゅうがっこう）は、宮城県石巻市門脇にある公立中学校。石巻市内では2番目に新しい学校で、校名は学校近くの青葉神社に由来する。

## 沿革
- 1990年（平成2年）4月1日 - 石巻市立青葉中学校開校。
- 1990年（平成2年）4月6日 - 石巻市立青葉中学校創立（石巻市立門脇中学校と石巻市立蛇田中学校から生徒を分離）。同時に校歌・校旗・校木（モミ）を制定。
- 1990年（平成2年）4月28日 - PTA発足。

## 概要
- 校木 - モミ
- 学区 - 石巻市立釜小学校と同一区域[1]
- 制服・規則
  - 男子 - 学生服（標準学生服認証マーク付き）
  - 女子 - ブレザー（紺色）
運動着はエメラルドグリーン。
上靴の靴紐は指定で学年により赤・緑・青と色が違う。名札の文字の色は靴紐の色に合わせてある。
携帯電話の持込は禁止されている。

## 所在地
- 宮城県石巻市門脇字一番谷地51番10号
  - 石巻市の中でも東松島市に近い所に位置する。（市境まで約100メートル）

## 行事
- 体育祭：全クラスを紅白2チームに分けて対抗戦を行う。特に応援合戦が白熱する。
- 文化祭：合唱コンクールも合わせて行われる。PTAのバザーは毎年大盛況で石巻市西隣の東松島市も含む近隣住民も買いに来る。

## 部活動
- 生徒会の機関として文化部と運動部があり、文化部3団体、運動部9団体（男女に分けず）がある。また、これらと別に駅伝部と水泳部がある。